# Boscaglie montane dei monti Al Hajar al Gharbi
Le boscaglie montane dei monti Al Hajar al Gharbi sono un'ecoregione dell'ecozona afrotropicale, definita dal WWF (codice ecoregione: AT0801), che si estende sulle montagne del nord-est dell'Oman.
L'ecoregione fa parte dell'ecoregione globale denominata Zone boschive e boscaglie dell'altopiano della penisola araba, inclusa nella lista Global 200.

## Territorio
È un'ecoregione di prateria che occupa 25.500 km² sui monti Al Hajar, che si estendono da nord-ovest a sud-est in un arco di 500 km parallelo alla costa del golfo di Oman. L'ecoregione è circondata dal deserto e semideserto del golfo di Oman, fatta eccezione per l'estremità meridionale, che confina con le Wahiba Sands, enclave dell'ecoregione denominata deserto arabico e macchia xerofila saharo-arabica.
Al Hajar al Gharbi significa, in arabo, «Hajar occidentale», e infatti la catena montuosa prosegue ad est in un prolungamento conosciuto come Al Hajar Ash Sharqi («Hajar orientale»); le due porzioni sono separate dalla divisione di Sumail. La parte più elevata dei monti Al Hajar al Gharbi è il massiccio calcareo del Jebal Akdar («Montagna Verde»), situato tra le porzioni occidentale e orientale della catena. Ha una larghezza massima da nord a sud che varia tra i 10 e i 40 km e un'altezza massima di 2980 m nel Jebel Sham. Le montagne dell'Al Hajar Ash Sharqi hanno un'altezza massima di 2152 m.
Geologicamente, i monti Al Hajar sono costituiti principalmente da calcare cretaceo e vi si trova esposta gran parte delle sequenze geologiche. Pieghe, corrugamenti e altre strutture, sollevatesi nell'Oligocene e nel Miocene, sono alterate in modo da formare un paesaggio di vette impervie e precipizi. Sono presenti anche rocce metamorfiche e ignee, tra cui le caratteristiche ofioliti grigio-brune, formatesi nelle profondità della crosta terrestre e nella parte superiore del mantello e spinte in superficie a formare colline frastagliate e montagne.
Nel Jebel Akdar, il periodo che va da dicembre a marzo è il più fresco dell'anno; in questi mesi sulla regione si abbattono violenti temporali e dal cielo cadono pioggia, grandine e perfino neve. Da aprile a settembre, le temperature aumentano, con occasionali piogge e tempeste portate dalla sporadica influenza del monsone che spira dall'oceano Indiano. A circa 2000 m sul Jebal Akdar sono state registrate temperature estreme (minime di -3,50 °C in gennaio e massime di 34,50 °C in luglio) e cadono in media 300–350 mm di pioggia. Sulle colline pedemontane le temperature sono più elevate e le piogge imprevedibili.

## Flora
La diversità floristica e il numero di endemismi sono entrambi elevati rispetto a quelli delle colline pedemontane circostanti e della pianura centrale. Le montagne settentrionali (compresa la penisola del Musandam) ospitano il 60% delle 1204 specie di piante vascolari dell'Oman, tra cui 16 specie endemiche di questo paese.
Tranne che negli uidian, le superfici di ofiolite sostengono una scarsa vegetazione. Al contrario, i suoli più ricchi delle aree calcaree danno sostentamento ad una vegetazione più variegata, che varia a seconda dell'altitudine. A quote inferiori negli uidian crescono Paliurus spina-christi, Prosopis cineraria, Vachellia tortilis e alcune specie di fico, specialmente Ficus cordata. La ricchezza di specie è maggiore tra i 1000 e i 1500 m. Sulle pendici impervie, Euphorbia larica è la specie più caratteristica, associata a Vachellia tortilis, Vachellia gerrardi e Periploca aphylla. Tra i 1100 e i 2500 m si sviluppa una vegetazione di tipo boschivo, dove le specie caratteristiche sono Olea europaea, Sideroxylon mascatense e Dodonaea viscosa. La fascia di vegetazione più elevata, compresa tra i 2100 e i 3000 m, occupa le vette della parte centrale dei monti Al Hajar al Gharbi. Peculiari di questo paesaggio sono grandi ginepri (Juniperus excelsa) che formano boscaglie aperte, spesso assieme ad alberi di Olea europaea.

## Fauna
Il tahr dell'Arabia (Arabitragus jayakari), una sorta di capra selvatica che abita le pendici montuose a precipizio e le nude falesie, vive solamente sulle montagne dell'Oman settentrionale e degli Emirati Arabi Uniti ed è endemico della regione. Nel 1978 ne furono stimati meno di 2000 esemplari ed esso viene tuttora classificato come specie «in pericolo» (Endangered) sulla lista rossa della IUCN. Nella regione, in particolare nella riserva di Wadi Sareen, si trovano anche piccole popolazioni di gazzella di montagna (Gazella gazella). Tra i carnivori, il leopardo dell'Arabia (Panthera pardus nimr) è scomparso dai monti Al Hajar durante gli anni settanta a causa dell'intensa persecuzione da parte dell'uomo. Sugli Al Hajar Ash Sharqi sopravvivono sparuti esemplari di lupo dell'Arabia (Canis lupus), iena striata (Hyaena hyaena) e forse di gatto selvatico (Felis silvestris).
Sulla catena montuosa vivono tre specie di geco endemiche dell'Oman: Asaccus montanus, A. platyrhynchus e Pristurus gallagheri. Endemiche dell'ecoregione, invece, sono altre cinque specie di lucertole e gechi: Asaccus caudivolvulus, A. gallagheri, Pristurus celerrimus, Omanosaura jayakari ed O. cyanura.
Nell'area del Jebel Akdar è stata registrata la presenza di 71 specie di uccelli, delle quali 28 stanziali e 41 migratrici, su un totale di 451 specie segnalate in Oman. I monti sostengono una popolazione di avvoltoio orecchiuto (Torgos tracheliotus), classificato come «vulnerabile» (Vulnerable) dalla IUCN e molto raro in Medio Oriente. Oltre a questo, nella regione vivono 5 specie stanziali proprie del Medio Oriente: la pernice d'Arabia (Alectoris melanocephala), la pernice delle sabbie (Ammoperdix heyi), l'assiolo di Bruce (Otus brucei), la monachella dal cappuccio (Oenanthe monacha) e la monachella di Hume (O. albonigra).

## Conservazione
L'ecoregione è considerata in pericolo critico: principali minacce sono la pastorizia, l'estrazione mineraria e il bracconaggio.
Solo una minima parte dell'area è protetta. Le aree protette includono la Al Jabal Al Akhdar Scenic Reserve in Oman e la Riserva della montagna di Hatta a Dubai negli Emirati Arabi.